# ムース・ガーデン
座標: 北緯63度06分42秒 東経14度26分33秒 / 北緯63.111802度 東経14.442503度
ムース・ガーデン（Moose Garden）は、スウェーデンのイェムトランド県にあるヘラジカの飼育農場である。県の中心地エステルスンドの南西、ストゥール湖に面した丘の上に、約15ヘクタールの敷地が広がる。観光用に開放されており、ヘラジカの糞を加工して作った紙など、土産物の販売も行っている。

## 歴史

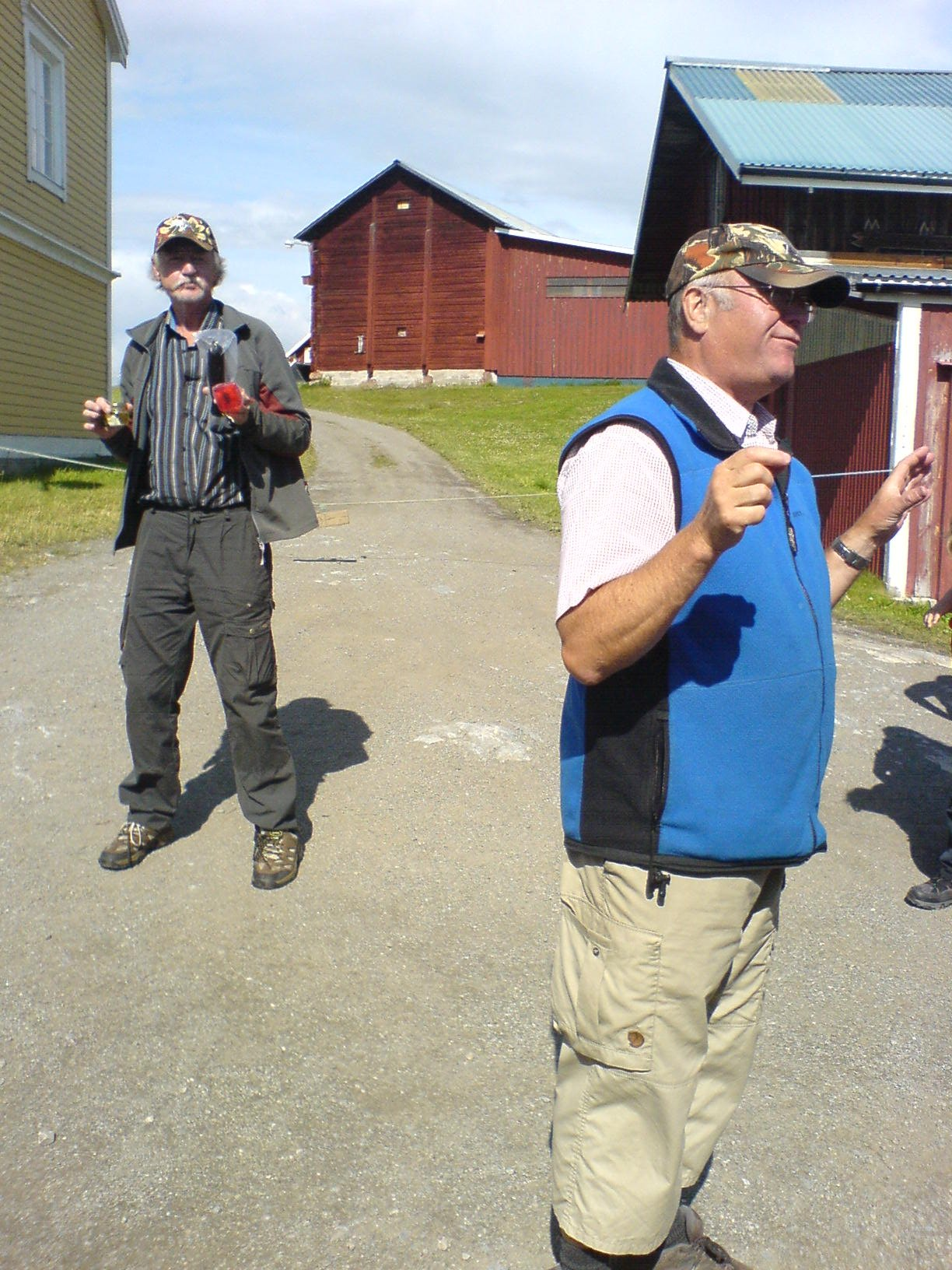
設立者のスーネ・ヘグマルク（右）と世話係（2008年7月）

ムース・ガーデンは1997年秋、自動車事故で母親を失った2頭の子ヘラジカ、ルッデ (Ludde) とローニャ (Ronja) を養育する目的で始まった。創立者のスーネ・ヘグマルク(Sune Häggmark)は社会福祉の仕事をしていたが、仕事に飽きており、2頭の世話を引き受けた。1998年の夏に敷地は5ヘクタールに拡張された。
1999年春には最初の子のエルヴィラ (Elvira) が生まれ、秋には18世紀に建てられた建物を備え、ヘラジカの過ごす敷地も広い新たな農場を取得した。この年、ヘグマルクはヘラジカの糞から紙を作り出す手法を編み出した。この手作りの紙を使った製品は、農場を訪れた客に土産物として販売されるようになった。
2004年にはヴェステルノールランド県のボスニア湾沿いに位置するユネスコ自然遺産のヘーガ・クステンや、同じイェムトランド県だがストゥール湖をはさんで反対側にあたるコミューンのオーレにもヘラジカの農場が開設された。ポーランドでも2006年にグダニスクの西の景観地域内にあるオストシツェにŁosiowa Dolinaという名称で同様の施設が開業した。
2008年には近隣のエステルスンドで開催されたバイアスロン世界選手権に参加していたドイツのバイアスロン選手マグダレナ・ノイナーがチームの仲間とともにムース・ガーデンを訪れ、これを記念して新しく生まれた雌のヘラジカがノイナー (Neuner) と名付けられた。2011年と2012年にはノイナーも子を産んだ。このように農場で生まれた子は他国に売りに出されることもあり、2007年には2頭がスコットランドに渡った。
2009年には、ヘグマルクがキャンプ場から購入した建物を農場に移設し、施設は拡充された。2010年時点でムース・ガーデンは、年間4万5000人が訪れる観光施設となっている。

## 運営

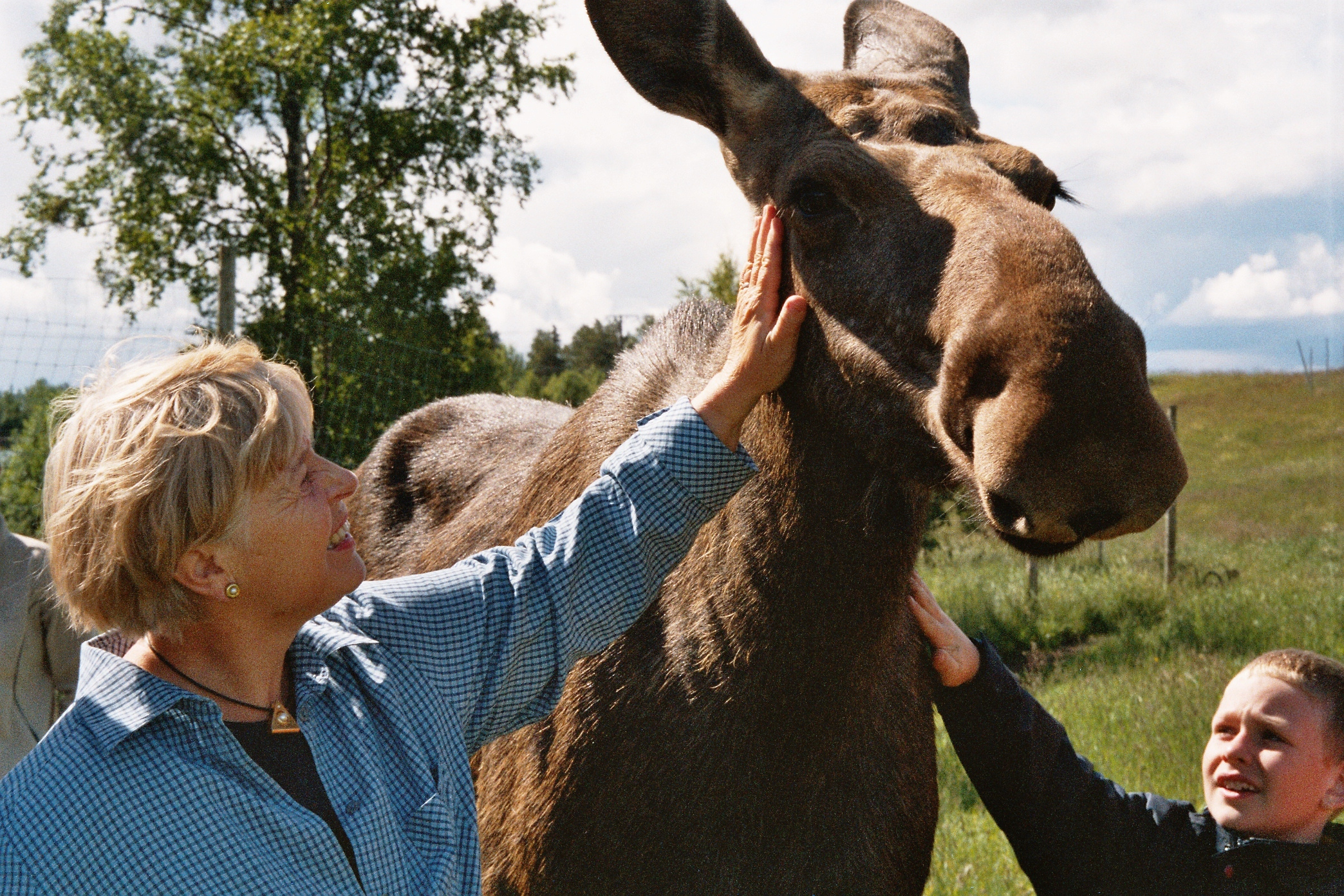
ガーデンのヘラジカ（2004年）

夏季、6月から8月までの期間は、案内つきツアーが1日数回、有料で行われる。ツアーではヘラジカを間近に見、写真を撮ったり触ったり餌をやったりすることができる。夏季以外は予約が必要。
受付の建物にはカフェと土産物店があり、土産物としてヘラジカの濃厚な乳で作ったチーズや、排泄物から作った紙などが販売されている。販売品の中でも独特のものは紙である。ヘラジカは小枝や切り屑を食べているため、排泄物には木材の植物繊維に由来するセルロースを含んでおり、処理すると樹皮の匂いがする薄い薄茶色の紙が作られる。この紙を利用し、名刺、葉書、レストランのメニュー、各国通貨の模造紙幣といった製品が作られる。長期滞在客向けに、小さな木造家屋が宿泊施設としてある。
Moose Camsと名付けられた2台のWebカメラが設置されており、囲いからの画像を24時間インターネット上に配信している。スマートフォン向けには「Moose-Garden」の名称で専用アプリが用意されている。